# NGC 1926
NGC 1926 је расејано звездано јато у сазвежђу Златна риба које се налази на NGC листи објеката дубоког неба.
Деклинација објекта је - 69° 31' 27" а ректасцензија 5h 20m 34,2s. Привидна величина (магнитуда) објекта NGC 1926 износи 11,8. NGC 1926 је још познат и под ознакама ESO 56-SC105.